# Conaing Begeaglach
Conaing Begeaglach (... – ...) è stato, secondo la tradizione storica e leggendaria irlandesi, re supremo d'Irlanda insieme al fratello Eochaid Fiadmuine.
Presero il potere dopo aver ucciso il precedente sovrano supremo Eochu Uairches. Eochaid regnò sul sud e Conaing sul nord del paese.
Diverse sono le teorie sulla loro discendenza:
- Secondo il Lebor Gabála Érenn riporta due versioni sulla loro discendenza[1]:
  - 1) sarebbero stati figli di Congal, figlio di Lugaid Cal dei Corcu Laigde della contea di Cork;
  - 2) Eochu sarebbe stato figlio di Congal e Conaing di Dui Temrach, figlio di Muiredach Bolgrach, ma avrebbero avuto la stessa madre, che sarebbe stata anche madre di Eochu Uairches;
- Goffredo Keating dice invece che erano entrambi figli di Dui Temrach[2];
- Gli Annali dei Quattro Maestri affermano che erano figli di Congal Coscarach, figlio di Dui Temrach[3].

Dopo alcuni anni, Eochu fu ucciso da Lugaid Lámderg, figlio di Eochu Uairches. Secondo il Lebor Gabála, Conaing restò però al potere nel nord, mentre Lugaid prese per sé il sud. Gli Annali dei Quattro Maestri affermano che Lugaid spodestò Conaing, impossessandoi di tutta l'Irlanda. Sette anni dopo Conaing uccise Lugaid e riprese il controllo di tutta l'isola per altri dieci o dodici anni, dopodiché fu ucciso da Art, figlio di Lugaid.
Il Lebor Gabála sincronizza la carriera di Conaing con i regni di Artaserse I (465-424 a.C.) e di Dario II (423-404 a.C.) di Persia. Goffredo Keating data il suo regno dal 621 al 599 a.C., gli Annali dei Quattro Maestri dall'844 all'812 a.C.

### Fonti
- Seathrún Céitinn, Foras Feasa ar Éirinn 1.27
- Annali dei Quattro Maestri M4356-4388

| Predecessore Eochu Uairches | Re supremo d'Irlanda                                                    | Re supremo d'Irlanda                                                   | Re supremo d'Irlanda                                        | Successore Art mac Lugdach |
| Predecessore Eochu Uairches | con Eochu Fíadmuine LGE V secolo a.C. FFE 621-616 a.C. AFM 844-839 a.C. | con Lugaid Lámderg LGE V secolo a.C. FFE 616-609 a.C. AFM 839-832 a.C. | da solo LGE V secolo a.C. FFE 609-599 a.C. AFM 832-812 a.C. | Successore Art mac Lugdach |